# Jean Berteault
Jean Berteault est un poète français né le 27 décembre 1932 à Dhuizon (Loir-et-Cher, France) et mort le 20 octobre 2023 à Saint-Lubin-des-Joncherets.

## Biographie
Il est membre du Club des ronchons, fondé en 1986 par Alain Paucard.
Jean Berteault a collaboré aux revues Séquences (n°5, 16, 18) et L'Étrave. Il collabore actuellement aux revues L'Albatros, Livr'arbitres, Le Cerf-volant et Le Journal à Sajat.
En 2008, Il a été filmé dans l'anthologie cinématographique Cinématon (n° 2186) de Gérard Courant. Il a lu ses poèmes dans trois épisodes d'une autre série cinématographique du cinéaste : Lire (n°71, 82 et 128).
En 2015, la revue Chiendents consacre son numéro 70 à Jean Berteault avec des contributions de Jean-Laurent Cochet, Henri Tisot, Philippe d'Hugues, Sophie Barjac, Anne Teyssèdre, Bernard Leconte, Pierre Moustiers, Alain Paucard et Jean Dutourd.
Pour le metteur en scène et comédien Jean-Laurent Cochet, auteur de la préface de son recueil de poèmes Claire, te souviens-tu d'Ostende, « les sonnets de Jean Berteault sont le reflet vivace et fidèle d'instants tous empreints d'harmonie et de bonté. »
Dans une lettre adressée à l'auteur, Jean Dutourd a écrit : « J'ai été charmé par votre petit recueil de poèmes. Ce que ceux-ci ont de particulièrement réussi c'est leur mélange de tendresse et  d'humour, grâce à quoi vous arrivez à de petites perfections qui rappellent Toulet et Levet. Léon-Paul Fargue aurait été enchanté par votre recueil. »

## Œuvres
- 1980 : La Jeune Fille et la Mort (roman), éditions l'Amitié par le livre, illustrations de Jean Joyet[4]
- 2008 : Claire, te souviens-tu d'Ostende... (poésie), éditions Lanore, préface de Jean-Laurent Cochet[5],[6], critique de Bernard Leconte dans Le Cerf-volant no 213 du 4e trimestre 2008[7], de P.L.M dans Rivarol du 30 mai 2008[8] et article de Gérard Joulié dans la revue choisir[9]
- 2010 : Nous n'irons pas à Barbizon (poésie), éditions Lanore, préface de Henri Tisot[3], critique de Louis Delorme dans Le Cerf-volant no 220 du 3e trimestre 2010[7] et de P.L. Moudenc dans Rivarol du 26 avril 2010[7]
- 2013 : La Belle endormie (poésie), éditions Lanore, préface de Philippe d'Hugues.
- 2013 : Poèmes odieux (poésie), éditions Aux poètes français, préface de Dimitri Alexandrovitch Molchine.
- 2017 : La petite robe noire (poésie), éditions Thierry Sajat, préface de Boris Moissard.
- 2020 : Au bonheur des dames (poésie), éditions Thierry Sajat, illustrations de Philippe Dumas, préface de Jacques Aboucaya.
- 2023 : Le prochain train est annoncé (poésie), éditions Thierry Sajat, préface de Bernard Leconte.

## Ouvrages collectifs
- 2003 : Bienvenue au village global, éditions L'Âge d'homme.
- 2005 : Les Ronchons flingueurs, éditions L'Âge d'homme.
- 2009 : Allez-y sans nous, éditions L'Âge d'homme.
- 2020 : Végâneries, éditions Via Romana.

## Prix
- Prix Renaissance de poésie 2013[10].
- Distingué par le Lions Clubs et les Rencontres Européennes Europoésie 2018/2019.